# Гранична зона
Граничната зона е буферна зона по границите на България с Югославия, Гърция и Турция, създадена от тоталитарния комунистически режим в страната за предотвратяване на бягствата в чужбина, а в ранните години и на навлизането в страната на горянски групи.
Граничната зона е създадена в началото на 50-те години, когато активизирането на колективизацията дава тласък на емиграцията и горянското движение. Тя обхваща област около границата със средна ширина 20 километра. Влизането и излизането от граничната зона става със специални документи – открити листове. Хората от селища в зоната могат да обработват земите си или да посещават други селища в зоната с еднократни открити листове, издавани от милицията. За да се ограничи достъпът до границата е отменена и спогодбата с Югославия за ползване на двувластните имоти.
Успоредно със създаването на граничната зона са взети и специални мерки за по-добър контрол на самата граница. Зона с ширина 600 метра пред границата е национализирана и обявена за „мъртва зона“. Изградени са множество бункери и телени огради, ивица от 10 метра по самата граница е поддържана изорана и изравнена, за да се вижда преминаването през нея на хора или животни, а по нея и в някои съседни участъци са поставени над 36 хиляди противопехотни мини. Укрепването на границата е извършено под прякото ръководство на командващия Гранични войски Йонко Панов, като за целта е използван принудителен труд на жителите на околните селища.
Тези мерки имат ограничен успех, поради което режимът започва да се опитва да спечели на своя страна жителите на крайграничните области, давайки им различни привилегии. През 1951 година тези райони получават право на допълнителни количества основни храни, най-вече брашно, които да ограничат засегналия много села в страната глад, дължащ се на принудителните наряди. През юли данъкът върху общия доход на всички жители на граничната зона е намален с 30%, нарядите им са намалени с 10 – 15% и те получават право на специални доставки по „нормирани цени“ на определени количества основни стоки. Селищата получават и преференциално снабдяване с иначе недостъпни стоки, продавани на „свободни цени“. В края на годината нарядите за мляко, които са основна причина за недоволството в селата, отново са намалени с 20% за селищата от граничната зона. Намалена е, а през 1953 година е изцяло премахната, ангарията за поддръжка на граничните съоръжения. През 1954 година нарядите за граничната зона са отново намалени, а за някои продукти дори са напълно премахнати.